# Neckartalbrücke Weitingen

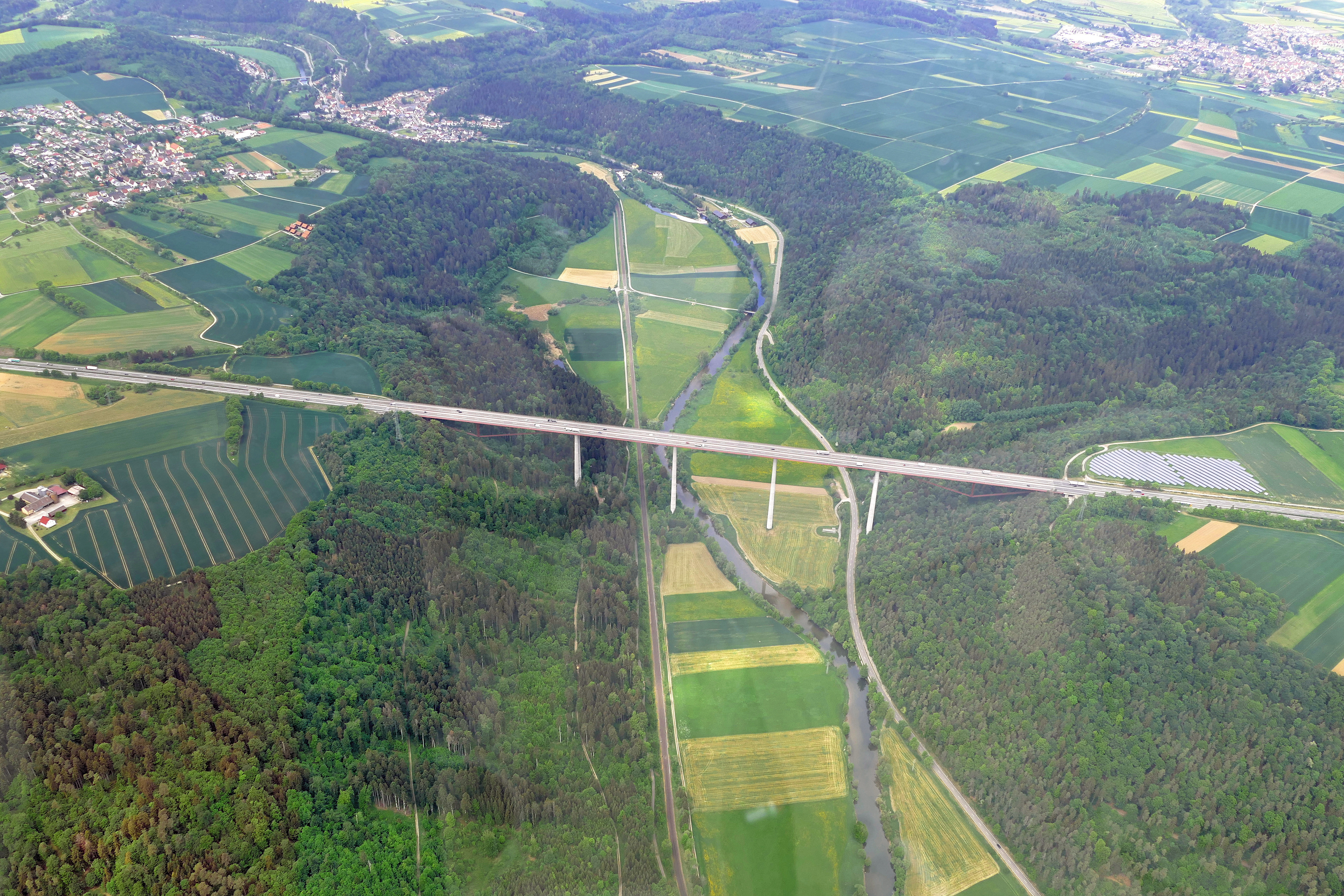
Luftbild der Neckartalbrücke Weitingen in Ost-West-Richtung

Die Neckartalbrücke Weitingen überführt die Bundesautobahn 81 im Abschnitt Stuttgart–Singen bei Horb am Neckar vierspurig über den Neckar.
Die Balkenbrücke hat mit Spannweiten von 234–134–134–134–264 Metern eine Gesamtlänge von 900 Metern bei einer Höhe von 127 Metern über Grund. Die Breite des Überbaus beträgt 31,5 Meter und besteht aus einem 6,10 Meter hohen Stahlhohlkasten, der unten 10 Meter breit ist.
Eine Besonderheit sind die mit Seilen unterspannten Randfelder, welche auf der Südseite eine Spannweite von 264 Metern besitzen. So konnte auf Pfeiler in den Talhängen verzichtet werden, deren Planung geologische Bedenken entgegenstanden. Mit dem Brückenbau wurde 1975 begonnen, 1978 erfolgte die Verkehrsübergabe.
Unmittelbar östlich der Neckartalbrücke überquert die 110-kV-Bahnstromleitung Eutingen–St. Georgen das Neckartal, die an 70 Meter hohen Abspannmasten aufgehängt ist.